# Spyro: Season of Ice
Spyro: Season of Ice est un jeu vidéo de plate-forme développé par Digital Eclipse, sorti sur Game Boy Advance en 2001. Il s'agit du premier épisode de la série Spyro the Dragon sur Game Boy Advance, ainsi que le premier non-développé par Insomniac Games.

## Scénario
Grendor, un Rhino sorcier, est l'ennemi principal de ce jeu. Ce dernier s'était rendu à la bibliothèque du royaume des dragons dans le but d'y trouver un livre susceptible de le guérir d'une migraine. Il trouva le livre de magie de Bianca, contenant notamment une formule de guérison, qu'il lut à l'envers : cela eut pour effet de lui faire pousser une seconde tête lui offrant par la même occasion une seconde migraine. Afin de remédier à cette catastrophe, la seule solution possible fut d'obtenir les ailes de 100 fées. Grendor gela donc 100 fées, notamment la fée Zoé, aide de Spyro depuis Spyro 2: Gateway to Glimmer. Spyro aura pour but de délivrer toutes les fées et de vaincre Grendor.

## Système de jeu
Spyro est contrôlé dans une vue en 3D isométrique. Le jeu reprend le gameplay classique des jeux de plate-forme, et en particulier de la série : il peut courir, sauter et cracher des flammes en récupérant des joyaux et en libérant des fées, le tout sur une vingtaine de niveaux.
Spyro : Season of Ice reprend intégralement ce qui composait l'univers de la trilogie précédente sur PlayStation, avec par exemple les portails permettant au joueur d'accéder puis de sortir des niveaux. Les quatre mondes contenant les portails de niveau représentent chacun l'une des quatre saisons : Spyro commence l'aventure dans le monde Automnal, puis la continuera dans le monde hivernal, printanier et finalement estival. Les fées, qui sont la quête principale du jeu en plus des traditionnelles gemmes, sont dispersées dans les mondes tout comme dans les niveaux. Dans tous les niveaux, Spyro devra parcourir les lieux de fond en comble en plus d'accomplir les défis proposés par les habitants pour délivrer les fées.
Le système de circuits des précédents volets sortis sur PlayStation est également repris; dans ces derniers, Spyro pourra donc voler. Les circuits possèdent un mode normal et un mode difficile, mais les deux devront être accomplis pour obtenir les deux fées. Tout comme dans la trilogie précédente, le but de ces niveaux est de voler à travers des cerceaux et de détruire des lignées d'ennemis durant un temps limité. Détruire les ennemis de différentes couleurs et passer à travers les cerceaux donnent un gain de temps supplémentaire à Spyro. Une fois le tout accompli, Spyro affronte un ou deux boss. Cela dit, ce système de circuits, peu adapté à la version GBA, se révèle extrêmement ardu : ainsi, le boss final du dernier circuit, presque impossible, demande une très grande précision. Les circuits ne réapparaissent donc plus dans les autres volets sur GBA.
Si le joueur récolte 100 % des gemmes et fées de tous les niveaux du jeu, un portail apparaîtra, le laissant accéder au niveau bonus "Dragonfly X".

## Développement
Spyro: Season of Ice est développé par le studio nord-américain de développement Digital Eclipse.

## Accueil
Spyro: Season of Ice est plutôt bien accueilli par la presse spécialisée. En effet, les sites web d'agrégation de notes Metacritic et GameRankings lui attribuent respectivement la moyenne de 74 % et 71,5 %.